# Mercedes-Benz W238
Mercedes-Benz W238 (торгова назва: купе Е-класу або кабріолет класу Е-класу) - верхня модель легкового автомобіля середнього класу від Mercedes-Benz, яка виробляється з 2016 року.
Він замінив Е-клас 207 серії і був доступний як купе (C 238) і кабріолет (A 238). Версії седан і універсал утворили незалежну серію 213 як W 213 і S 213.

## Опис

### Купе (C238)

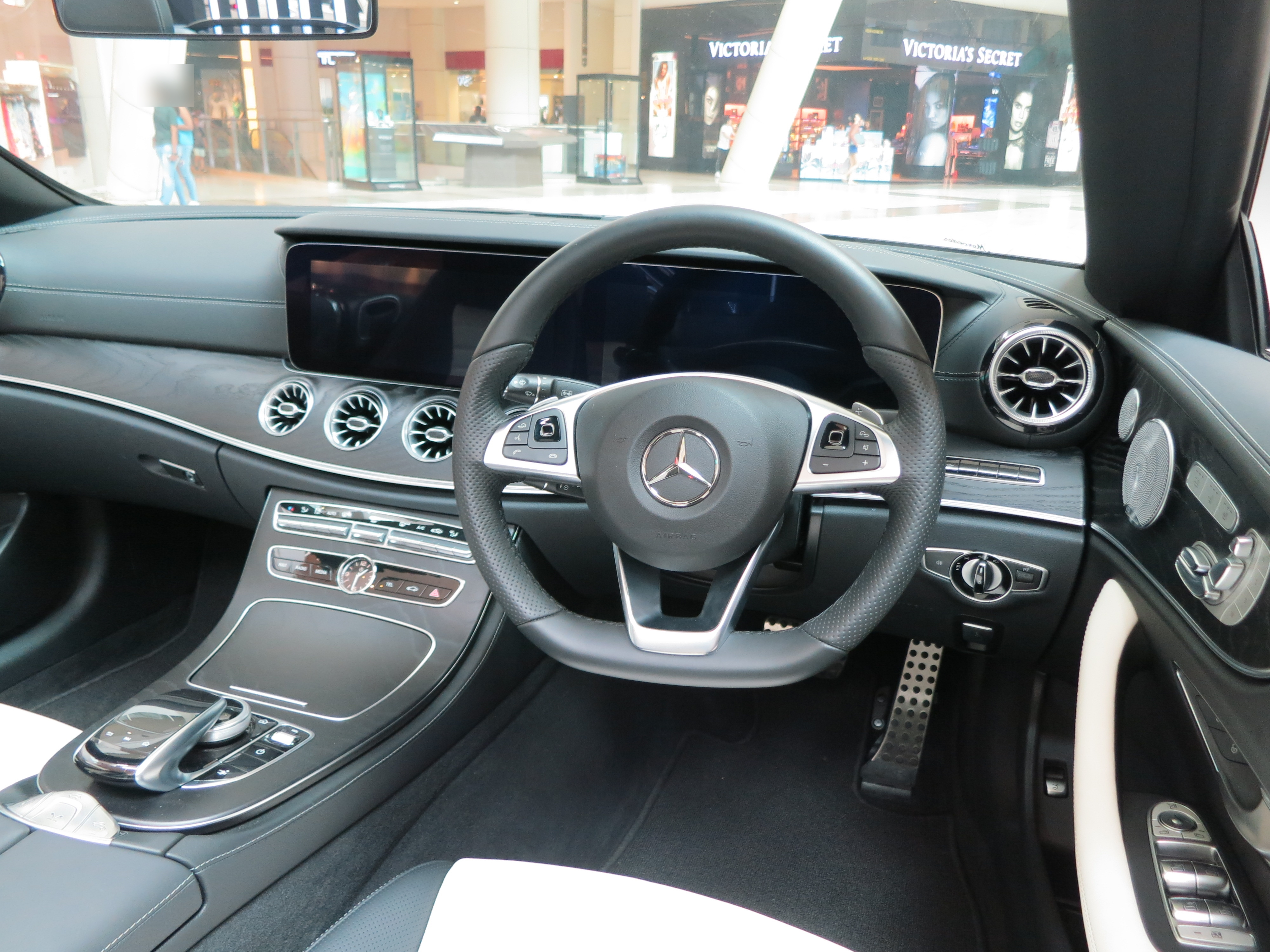

В січні 2017 року на Північноамериканському міжнародному автосалоні в Детройті відбулася світова прем'єра Mercedes-Benz W213 в кузові купе (код кузова C238), зовнішній вигляд якого раніше було розкрите фотошпигунами в мережі Інтернет. Новий Mercedes-Benz E-клас купе, збудований на модульній платформі MRA, збільшився в розмірах порівняно з попередником (+123 мм в довжину, +74 мм в ширину +32 мм в висоту, +113 мм колісна база, +67 мм ширина переднього колеса, +68 мм ширина задній колії). Серед відмінних особливостей від седана виділяється функція «привітання» в задньому світлі (світлодіоди послідовно загораються від внутрішньої краю до зовнішнього, коли автомобіль знятий з охоронної системи і в протилежному напрямку під час блокування). Купе Е-класу, як і інші моделі бренду, пропонується в декількох варіантах виконання, які відрізняються один від одного бамперами, решіткою радіатора та колесними дисками. Для новин пропонуються доступні на замовлення пакети AMG Line (оформлення в стилі AMG) і Night Package (включає велику кількість глянцево-чорних елементів).

### Кабріолет (A238)

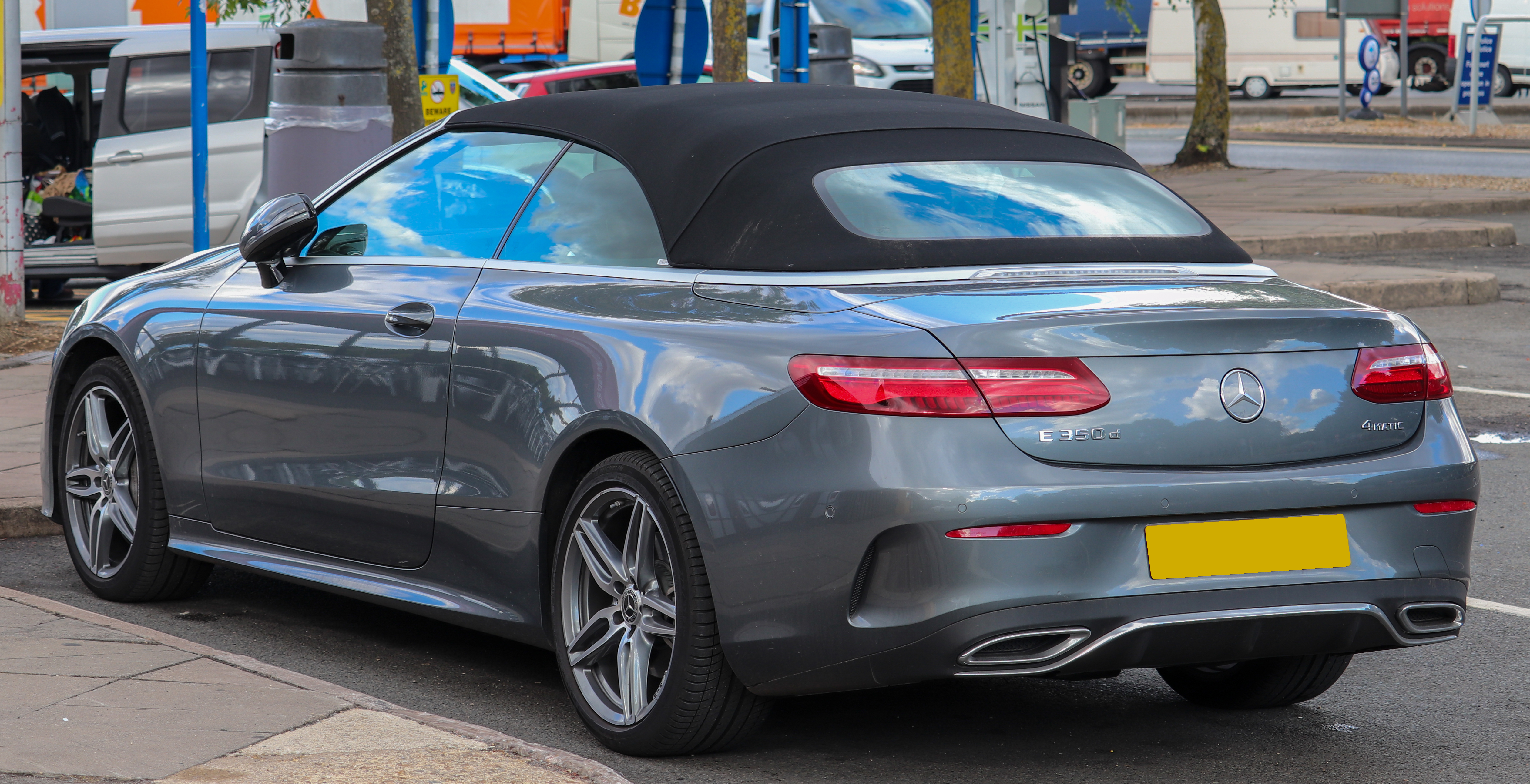
Mercedes-Benz E 350d (A238)

Прем'єра нового E-класу в кузові кабріолет (внутрішній індекс A238) відбулася в березні 2017 року на Женевському автосалоні. Перед прем'єрою автомобіля компанія офіційно опублікувала попередню інформацію про модель. Так, виходячи з опублікованих даних стало відомо, що E-клас в кузові кабріолет отримав світлодіодну оптику, масивну решітку радіатора, традиційний м'який складаний верх і інші бампери.

### Фейсліфтинг 2020

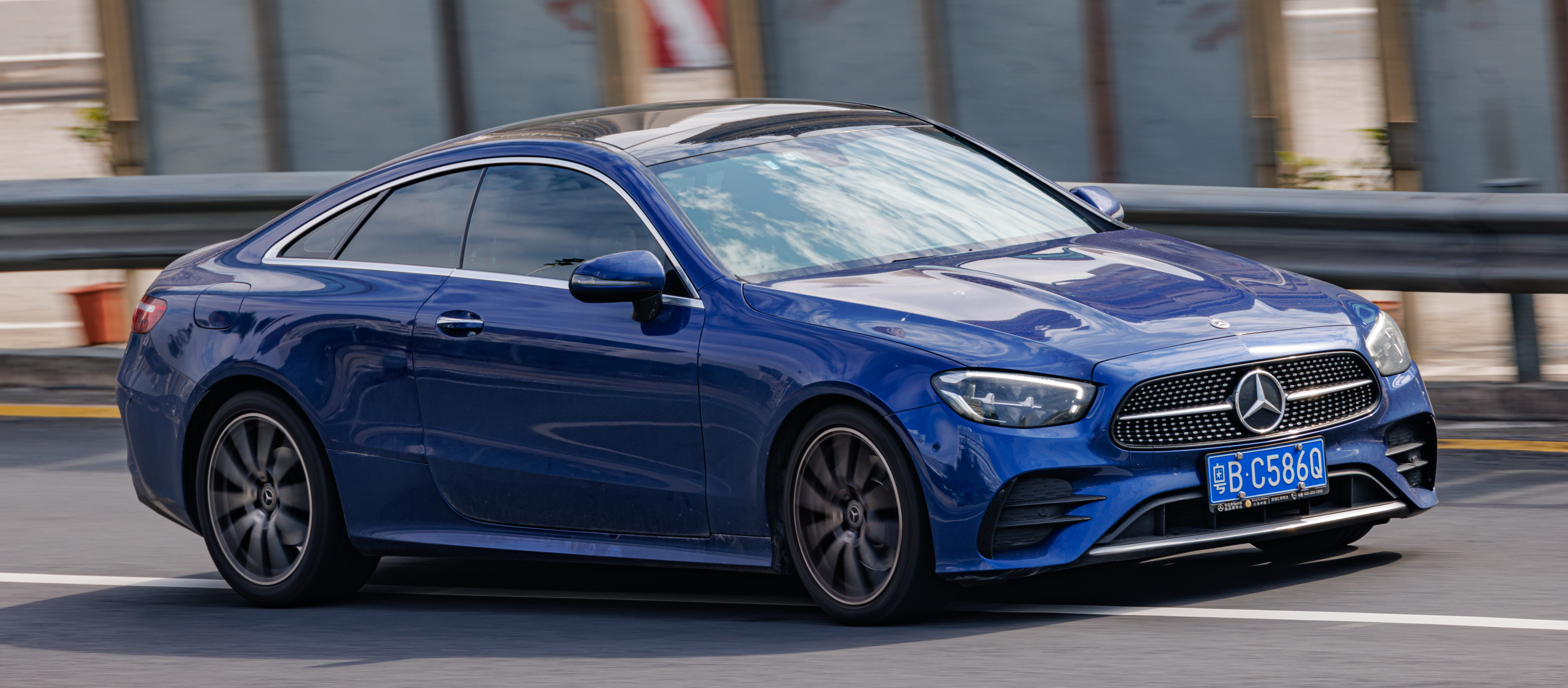
Mercedes-Benz E 220d (C238) (з 2020)

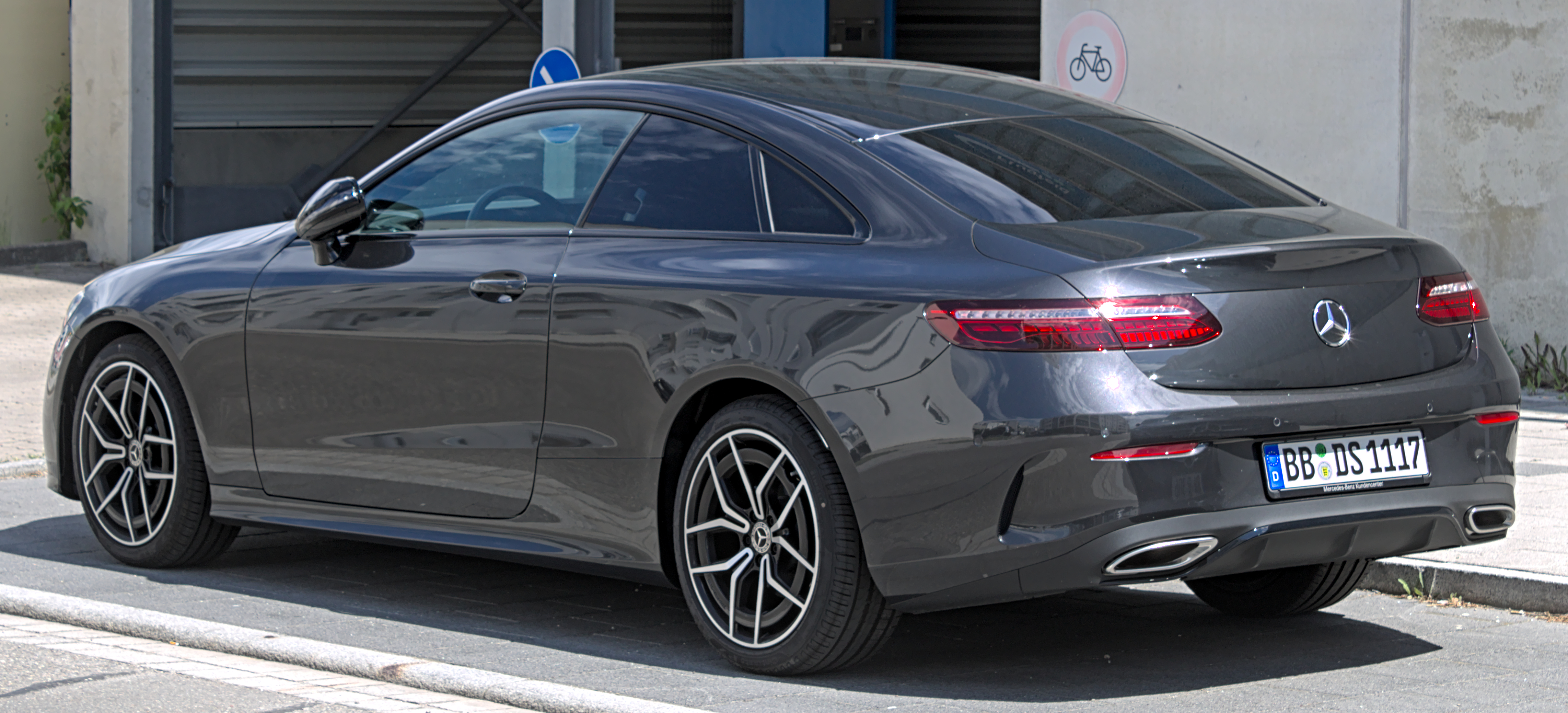

У 2020 році автомобіль піддався рестайлінгу, в результаті якого 238 серія отримала оновлену передню оптику і задні ліхтарі, нове кермове колесо, останню версію мультимедійної системи MBUX, два екрани по 10,25 дюйма в стандартній комплектації, покращений адаптивний круїз-контроль, нові і оновлені електронні помічники, а також коригування моторної гами моделі. Автомобіль надійшов у продаж в червні 2020 року.

## Двигуни
Бензинові
- 2.0 л M 274 DE 20 LA І4 184 к.с. 300 Нм (12/2016–05/2019)
- 2.0 л M 274 DE 20 LA І4 245 к.с. 370 Нм (12/2016–05/2019)
- 3.0 л M 276 DEH 30 LA V6 333 к.с. 480 Нм (12/2016–05/2018)
- 3.0 л M 276 DEH 30 LA V6 367 к.с. 500 Нм (09/2018–07/2020)

Дизельні
- 2.0 л OM 654 DE 20 LA І4 194 к.с. 400 Нм (з 12/2016)
- 2.0 л OM 654 DE 20 LA І4 245 к.с. 500 Нм (05/2018–07/2020)
- 2.0 л OM 654 M І4 265 к.с. + 20 к.с. 500 Нм (з 01/2021)
- 3.0 л OM 642 LS DE 30 LA V6 258 к.с. 620 Нм (06/2017–05/2018)
- 2.9 л OM 656 D 29 R SCR І6 286 к.с. 600 Нм (11/2018–07/2020)
- 2.9 л OM 656 D 29 R SCR І6 330 к.с. 700 Нм (з 07/2020)
- 2.9 л OM 656 D 29 R SCR І6 340 к.с. 700 Нм (09/2018–07/2020)

Гібридні
- 2.0 л M 264 DE 20 LA І4 197 к.с. + 14 к.с. 320 Нм (з 06/2019)
- 2.0 л M 264 DE 20 LA І4 258 к.с. + 14 к.с. 370 Нм (з 06/2019)
- 2.0 л M 264 DE 20 LA І4 299 к.с. + 14 к.с. 400 Нм (10/2017–07/2020)
- 3.0 л M 256 E30 DEH LA G І6 367 к.с. + 22 к.с. 500 Нм (з 07/2020)
- 3.0 л M 256 E30 DEH LA G І6 435 к.с. + 22 к.с. 520 Нм (з 05/2018)